# Svjetsko prvenstvo u košarci – Jugoslavija 1970.
Svjetsko prvenstvo u košarci 1970. održano je u Jugoslaviji, u Sarajevu, Splitu, Karlovcu, Skoplju i Ljubljani, od 10. do 24. svibnja 1970.  Bilo je to prvo FIBA Svjetsko prvenstvo održano izvan Južne Amerike.

## Natjecatelji
| Skupina A                                                  | Skupina B                          | Skupina C               |
| ---------------------------------------------------------- | ---------------------------------- | ----------------------- |
| Australija Kuba Čehoslovačka SAD                           | Brazil Kanada Italija Južna Koreja | Panama SSSR UAR Urugvaj |
| Jugoslavija – automatski otišla u završni krug kao domaćin |                                    |                         |

## Mjesta održavanja utakmica
Predskupine su igrane u Sarajevu, Splitu i Karlovcu. Predzavršnica se igrala u Skopju, a završni turnir u Ljubljani. U Karlovcu je bila skupina C u kojoj su bili SSSR, Urugvaj, Panama i UAR (Ujedinjena Arapska Republika).

## Konačni poredak
1.  Jugoslavija

2.  Brazil

3.  SSSR

4.  Italija

5.  SAD

6.  Čehoslovačka

7.  Urugvaj

8.  Kuba

9.  Panama

10.  Kanada

11.  Južna Koreja

12.  Australija

13. Ujedinjena Arapska Republika

## Igrači

### Najbolja petorica prvenstva
- Krešimir Ćosić (Jugoslavija)
- Sergej Belov - (najbolji igrač) (SSSR)
- Modestas Paulauskas (SSSR)
- Ubiratan Pereira Maciel (Brazil)
- Kenny Washington (SAD)

### Najbolji strijelci
1. Shin Dong-Pa (Južna Koreja) 32,6
2. Davis Peralta (Panama) 20
3. Jiri Zidek Sr. (ČSSR) 19,3
4. Pedro Chappe Garcia (Kuba) 18,5
5. Pedro Rivas (Panama) 18,5
6. Lee In-Pyo (Južna Koreja) 18
7. Omar Arrestia (Urugvaj) 17,7
8. Luiz Cláudio Menon (Brazil) 17,3
9. Bob Molinski (Kanada) 17,1
10. Victor Hernandez (Urugvay) 16,5

Hrvatski igrači u reprezentaciji Jugoslavije:
- Krešimir Ćosić
- Vinko Jelovac
- Nikola Plećaš
- Petar Skansi
- Damir Šolman
- Ratomir Tvrdić